# Magnetic Soccer
Magnetic Soccer är ett Game Boy-spel utgivet 1992, och baserat på bordsfotboll.

## Handling
Varje lag består av åtta spelare (en målvakt, två anfallsspelare, två försvarsspelare och tre mittfältare). Oavgjorda matcher avgörs genom straffsparksläggning. Man kan spela på tre olika underlag.
Man väljer att spela ensam, mot en annan eller titta på en match mellan två datorkontrollerade lag.

### Fotnoter
1. 1 2 3  Magnetic Soccer Arkiverad 18 november 2012 hämtat från the Wayback Machine. på Gamefaqs
2. 1 2  Magnetic Soccer på Moby Games